# Magic Silver 2 - Alla ricerca del Corno Magico
Magic Silver 2 - Alla ricerca del Corno Magico (Blåfjell 2: Jakten på det magiske horn) è un film del 2011 diretto da Arne Lindtner Næss. 
Pellicola norvegese d'avventura per bambini, sequel del film del 2009 Magic Silver, è stato il primo film in 3D prodotto in Norvegia.
Il museo industriale Blaafarveværket è stato utilizzato come scenografia. 

## Trama
Nella Montagna Blu, la giovane regina Bluerose trova sempre più difficile vivere insieme alla comunità degli Gnomi Blu. Nel momento in cui la regina si rende conto che un pericoloso ghiacciaio minaccia la valle della Montagna Blu e gli Gnomi Rossi che abitano lì, intraprende un lungo viaggio alla ricerca del Corno Blu, uno strumento musicale magico che ha il potere di cambiare il clima. Con questo strumento, la regina Bluerose cercherà di salvare gli Gnomi Rossi.